# Pseudosaldius
Pseudosaldius är ett släkte av skalbaggar. Pseudosaldius ingår i familjen vivlar.
Kladogram enligt Catalogue of Life:
| Pseudosaldius | \| \| Pseudosaldius conjunctus \| \| \| \| |
|               | \| \| Pseudosaldius conjunctus \| \| \| \| |
|               | Pseudosaldius conjunctus                   |
|               |                                            |